# Klokdiertjes
Klokdiertjes zijn protozoa (subklasse Peritrichia) die ongeveer 0,1 millimeter lang worden en zowel in zoet als zout water leven. Er zijn verschillende families, waarvan Vorticellidae een van de bekendste is.

## Kenmerken
Dit eencellige diertje is samengesteld uit een klokvormige cel en een lange, samentrekbare steel, die bij dreiging spiraalvormig wordt opgerold. De celmond is omgeven door drie trilhaarringen.

## Leefwijze
Klokdiertjes leven voornamelijk van andere eencelligen, zoals bacteriën (ze zijn 'bacterivoor'), die ze met behulp van trilhaartjes naar binnen waaieren. Ze leven bij voorkeur in langzaam stromend water.

Veel klokdiertjes hebben een steel die samentrekbaar is, maar er zijn ook soorten zonder samentrekbare steel. Als een klokdiertje voedsel verzamelt is de steel uitgerekt, bij verstoring trekt het zich terug.
Klokdiertjes hechten zich meestal aan waterplanten, maar ze hechten zich ook wel aan waterdieren, zoals kikkervisjes, zodat deze met hun zwembewegingen de efficiëntie van de filtratie verhogen. Klokdiertjes richten geen directe schade aan op vissen, maar als ze op wondjes groeien gaan deze irriteren. Bij kreeftachtigen als zoetwatergarnalen veroorzaken ze problemen bij de ademhaling, omdat ze in de kieuwen kunnen woekeren.
De klokdiertjes kunnen zich ook af en toe losmaken van de ondergrond om zich op een andere plaats te vestigen. De vrijzwemmende vorm wordt telotroch genoemd. Bij deling krijgt een van de dochtercellen geen steel en zal zwemmend een geschikte vestigingsplaats zoeken. Daarna ontwikkelt zich een eigen steel.

## Voortplanting
De voortplanting van alle klokdiertjes geschiedt, net als bij poliepen, middels knopvorming en is een vorm van ongeslachtelijke voortplanting.

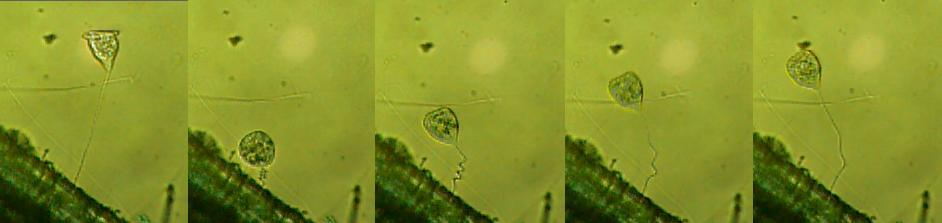
Zich uitrekkend klokdiertje

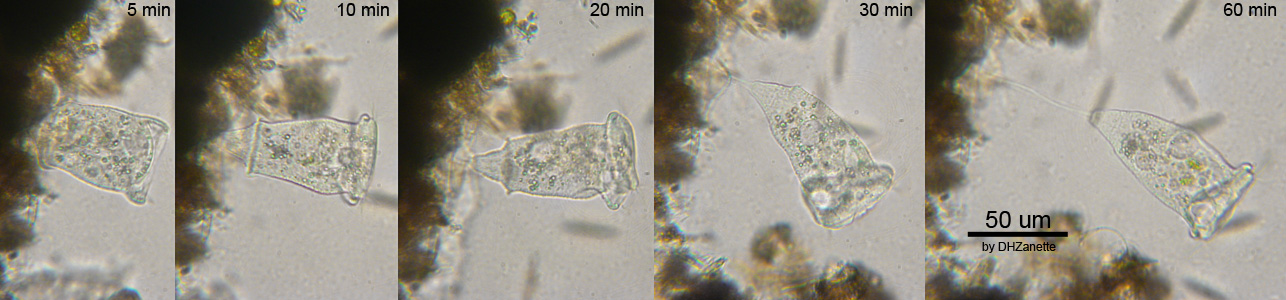
Een zich vestigende dochtercel

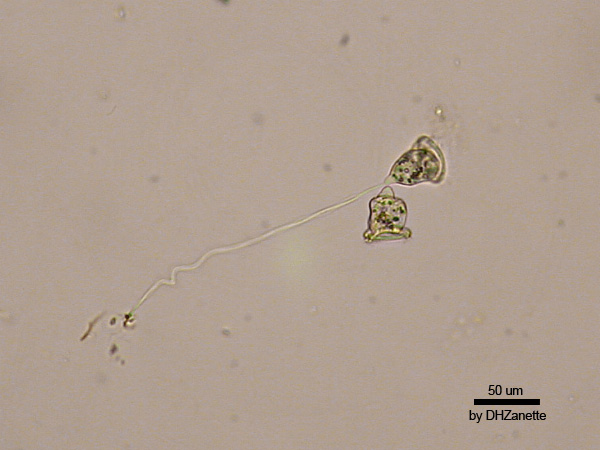
Vermeerdering door celdeling.

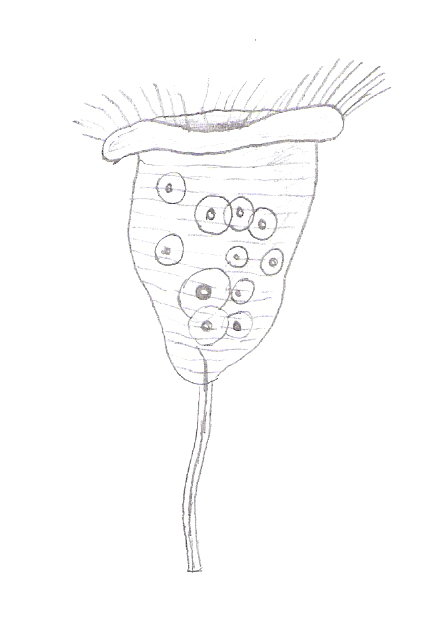
Een tekening van een klokdiertje.

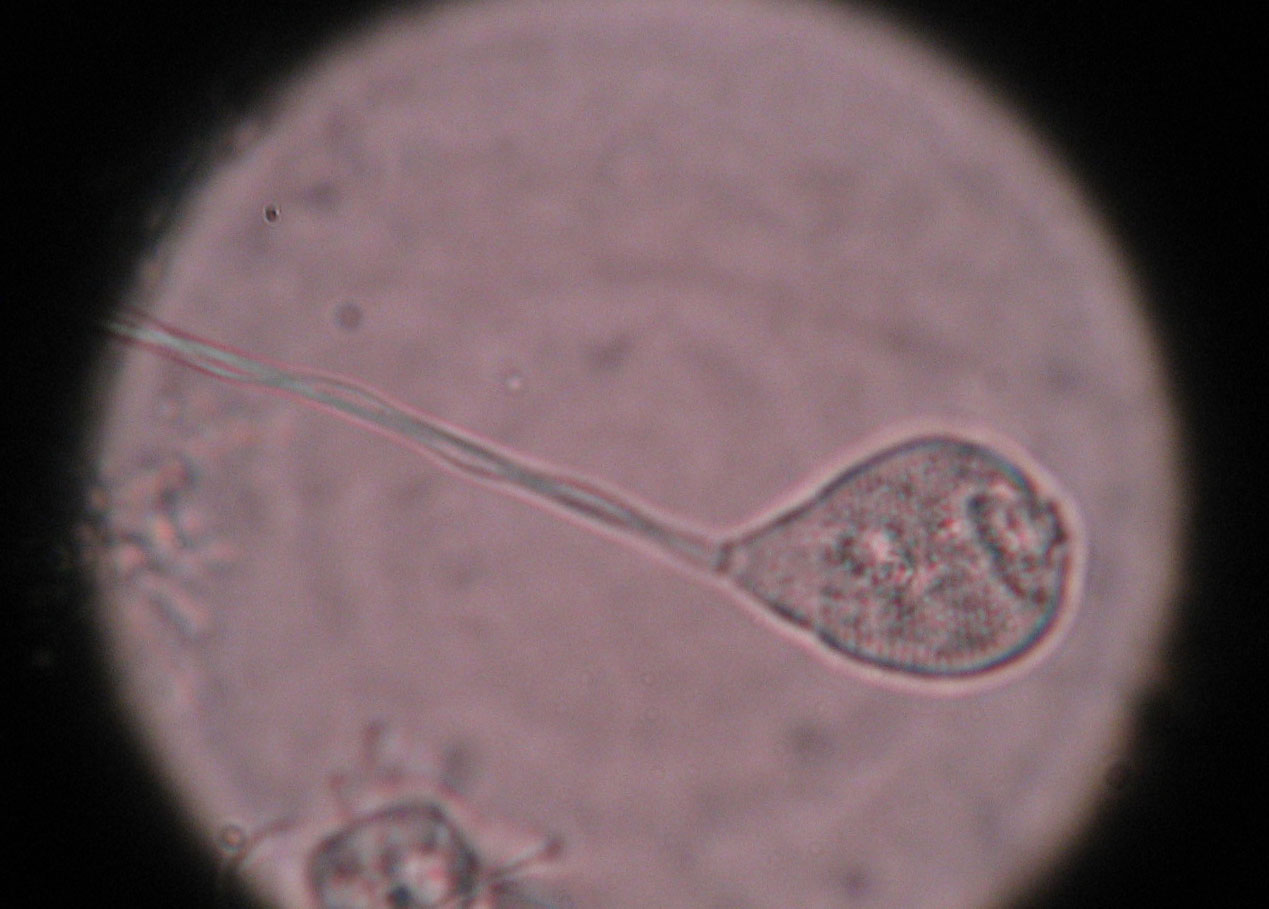
Vorticella onder microscope (40x)

- Klokdiertje (Vorticella campanula) uit een Zuid-Duitse tuinvijver. 10x Objektief, beeldbreedte 350 µm
- Klokdiertje (vermoedelijk Vorticella convallaria uit een tuinvijver. 40x Objektief, beeldbreedte 104 µm.